# Камплон д'Од
Камплон д'Од (фр. Camplong-d'Aude) насеље је и општина у јужној Француској у региону Лангдок-Русијон, у департману Од која припада префектури Нарбон.
По подацима из 2011. године у општини је живело 329 становника, а густина насељености је износила 26,79 становника/km². Општина се простире на површини од 12,28 km². Налази се на средњој надморској висини од 120 метара (максималној 589 m, а минималној 67 m).

## Демографија
| 1962. | 1968. | 1975. | 1982. | 1990. | 1999. | 2011. |
| ----- | ----- | ----- | ----- | ----- | ----- | ----- |
| 268   | 288   | 288   | 236   | 250   | 270   | 329   |

График промене броја становника у току последњих година